# هفاوية
الهفاوية (الاسم العلمي: Osmerini) هي قبيلة من الأسماك تتبع الفصيلة الهفيات من رتبة هفيات الشكل.

## أجناس الهفاوية
- الهف